# レオナルド・コー
レオナルド・コー（Leonardo Legaspi Co、または Leonard Co、1953年12月29日 - 2010年11月16日）はフィリピンの植物を専門とする科学者である。自然保護活動のための調査中にレイテ島のジャングルの中で、フィリピン陸軍と共産ゲリラ（新人民軍）の交戦に巻き込まれて死亡した。
植物学者としてのキャリアは特異なもので、1972年にフィリピン・ディリマン大学に入学したとされるが、卒業の資格を得たのは、分類学者として評価の高くなった後の2008年になってからである。フィリピン大学の植物学研究所の研究員、NGOのConservation International-Philippines（国際保護事業－フィリピン）の上級植物学者を務めた。フィリピン野生植物保護協会（Philippine Native Plants Conservation Societ）を設立し、会長になり.、8種の新種植物を発見・記載した。
2010年にエネルギー開発企業と共同の森林再生プロジェクトに参加し、4人の同僚と調査のためにレイテ島のカナンガのに調査に入ったところで、フィリピン陸軍と共産ゲリラ（新人民軍）の交戦に巻き込まれ、コーと同僚のコルテス（Sofronio Cortez）が現地の農民1人とともに殺害された
。
2011年にフィリピン科学技術アカデミーはコーの, 森林多様性の調査への功績にHugh Greenwood Environmental Awarを贈った。

## 著作
- Philippine Botanical Treasures and the Legacy of Leonardo L. Co: November 19 and 20, 2011, Tambunting Hall, National Museum of the Philippines[4]